# Eduard van Anhalt
Eduard George Willem Maximiliaan (Dessau, 18 april 1861 – Berchtesgaden, 13 september 1918) was van 21 april tot 13 september 1918 hertog van Anhalt.

## Leven
Hij was de zoon van Frederik I van Anhalt en Antoinette van Saksen-Altenburg. Na de dood van zijn oudere broer Frederik II besteeg hij de troon van het hertogdom Anhalt, maar hij stierf reeds een paar maanden later op 57-jarige leeftijd. Hij werd opgevolgd door zijn minderjarige zoon Joachim Ernst, namens wie zijn jongere broer Aribert de regering waarnam.

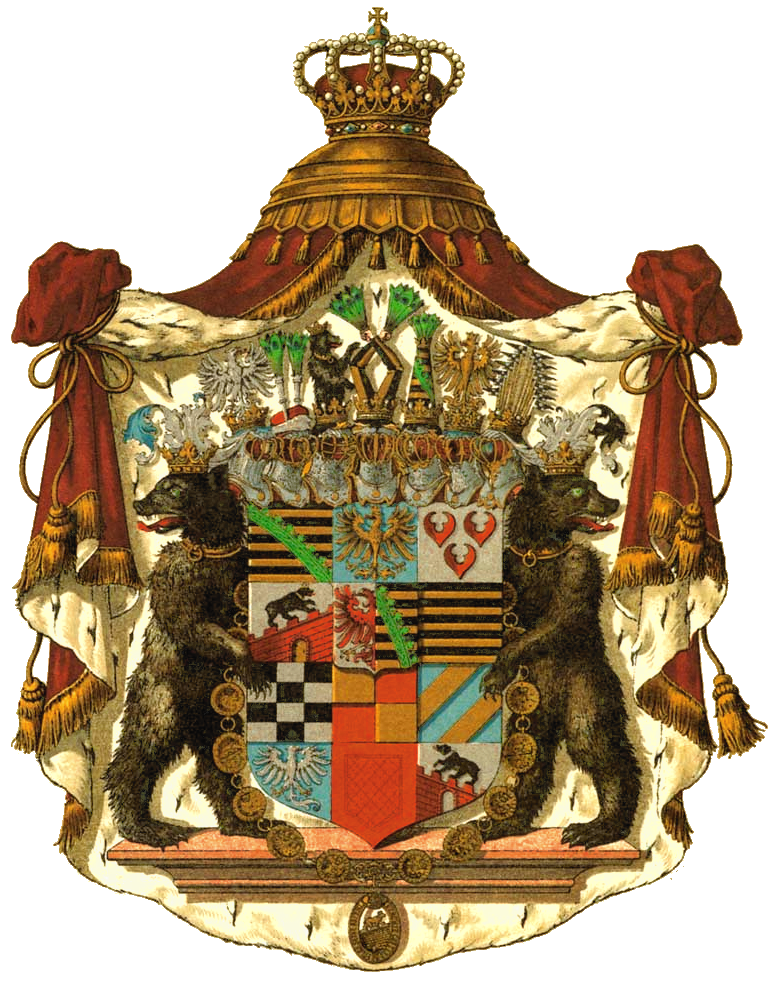
Wapen van het Hertogdom Anhalt

## Huwelijk en gezin
Hij trouwde op 6 februari 1895 Altenburg met prinses Louise van Saksen-Altenburg, dochter van Maurits van Saksen-Altenburg. Ze scheidden echter weer op 26 januari 1918. Het paar kreeg zes kinderen:
- Frederika Margaretha (1896), stierf een paar dagen na haar geboorte
- Leopold Frederik Maurits Ernst Constantijn Aribert Eduard (1897-1898), stierf op 1-jarige leeftijd
- Marie Auguste (1898-1983), trouwde met Joachim van Pruisen, de jongste zoon van keizer Wilhelm II
- Joachim Ernst (1901-1947), hertog van Anhalt
- Eugenius (1903-1980), trouwde met Anastasia Jungmeier
- Wolfgang Albrecht Maurits Frederik Willem Ernst (1912-1936), stierf op 23-jarige leeftijd